# Nomada zebrata
Nomada zebrata là một loài Hymenoptera trong họ Apidae. Loài này được Cresson mô tả khoa học năm 1878.